# 白翅百灵

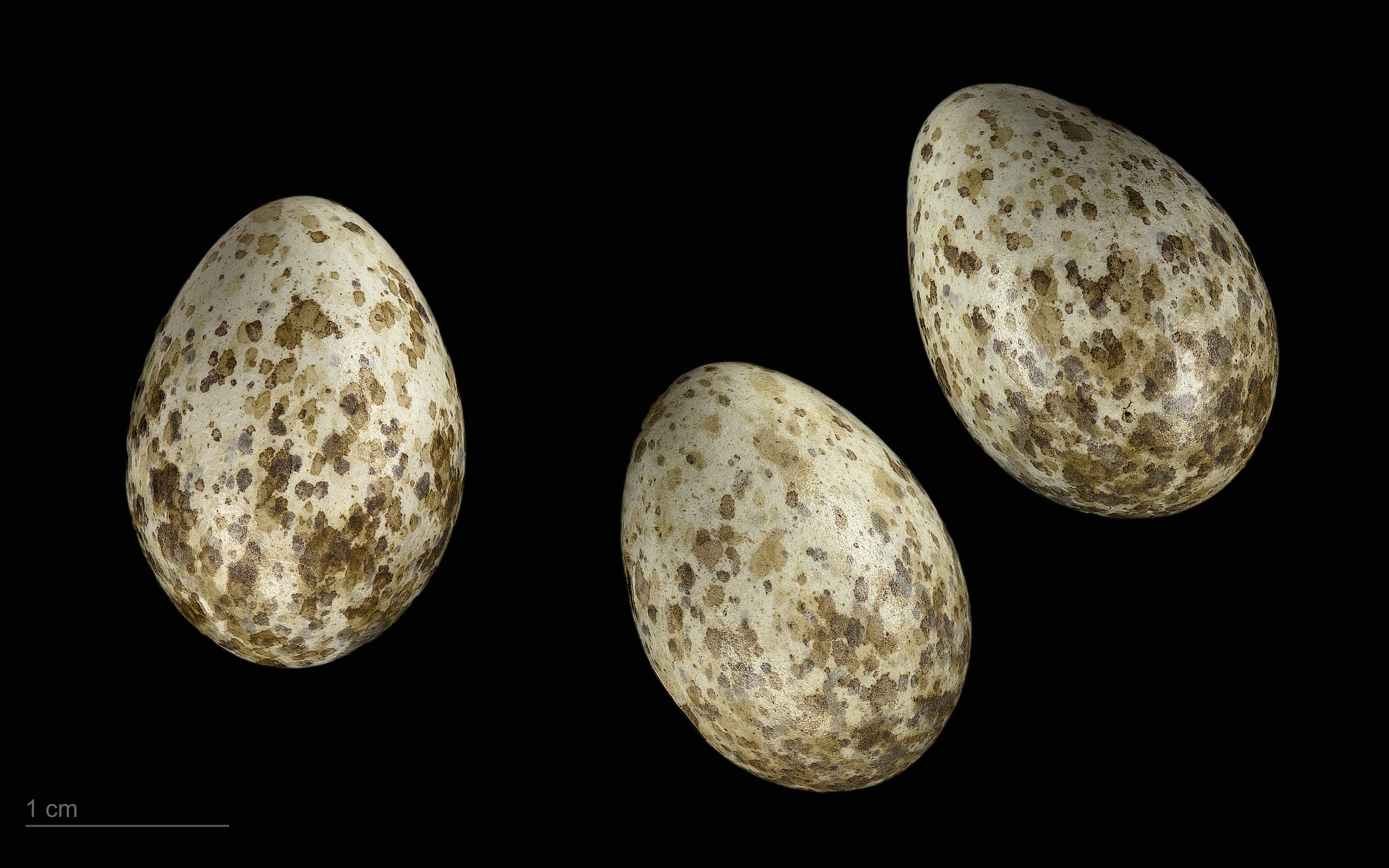
卵 Alauda leucoptera

白翅百灵（学名：Alauda leucoptera），是百灵科百灵属的一种，是全面迁徙的候鸟，分布于塞尔维亚、瑞士、土耳其、保加利亚、蒙古国、中国大陆、奥地利、德国、斯洛伐克、英国、黑山、乌克兰、俄罗斯、土库曼斯坦、阿塞拜疆、芬兰、伊朗、乌兹别克斯坦、罗马尼亚、希腊、吉尔吉斯斯坦、波兰、哈萨克斯坦、比利时、马耳他和意大利。该物种的保护状况被评为无危。
2022年，为了使其与分类地位相符，“中国鸟类名录”10.0版将白翅百灵的中文名修改为白翅云雀。
白翅百灵的平均体重约44.0克。栖息地包括温带草原、亚热带或热带的（低地）干草原和耕地。该物种的模式产地在西伯利亚Baraba草原Metnichoni。